# Bandera de Sant Jaume dels Domenys
La bandera oficial de Sant Jaume dels Domenys té la descripció següent:
Bandera apaïsada de proporcions dos d'alt per tres de llarg, verda, a amb la petxina blanca de l'escut d'altura 3/4 de la del drap i d'amplada 3/4 de la llegària del mateix drap, al centre.
Va ser publicada en el DOGC el 12 de juny de 1995.